# مینوری
مینوری (به ایتالیایی: Minori) یک کومونه در ایتالیا است که در استان سالرنو واقع شده‌است.

## خصوصیات
مینوری ۲ کیلومترمربع مساحت و ۲٬۸۷۱ نفر جمعیت دارد و ۶۳۵ متر بالاتر از سطح دریا واقع شده‌است.